# Active Directory
Active Directory (AD) là một dịch vụ thư mục được Microsoft phát triển cho các mạng sử dụng Windows domain. Dịch vụ này được bao gồm trong hầu hết các hệ điều hành Windows Server dưới dạng tập hợp các quy trình và dịch vụ. Ban đầu, Active Directory chỉ phụ trách quản lý tên miền tập trung, bắt đầu với Windows Server 2008. Tuy nhiên, Active Directory đã trở thành một tiêu đề chung cho một loạt các dịch vụ liên quan đến danh tính dựa trên thư mục.
Một máy chủ chạy Active Directory Domain Service (AD DS) được gọi là domain controller. Nó xác thực và ủy quyền cho tất cả người dùng và máy tính trong mạng loại Windows Windows gán và thực thi các chính sách bảo mật cho tất cả các máy tính và cài đặt hoặc cập nhật phần mềm. Ví dụ: khi người dùng đăng nhập vào máy tính là một phần của miền Windows, Active Directory sẽ kiểm tra mật khẩu đã gửi và xác định xem người dùng là quản trị viên hệ thống hay người dùng bình thường. Ngoài ra, nó cho phép quản lý và lưu trữ thông tin, cung cấp các cơ chế xác thực và ủy quyền và thiết lập một khung để triển khai các dịch vụ liên quan khác: Certificate Services, Active Directory Federation Services, Lightweight Directory Services, and Rights Management Services.